# Kvartopirci (Cézanne)
Kvartopirci so serija oljnih slik francoskega postimpresionističnega umetnika Paula Cézanna. Naslikane v zadnjem obdobju Cézannovega slikanja v začetku 1890-ih predstavljajo serijo petih slik. Različice se razlikujejo po velikosti, številu igralcev in postavitvi, v kateri se igra odvija. Cézanne je prav tako zaključil številne risbe in študije v pripravi na serijo Kvartopirci. Ena različica igralcev je bila leta 2011 prodana katarski kraljevi družini za ceno, ocenjeno na 250 milijonov dolarjev..

## Pregled
Kritiki ocenjujejo serijo kot temelj Cézannove umetnosti v obdobju od zgodnjih do srede 1890-ih let, pa tudi kot 'uvod v zadnja leta', ko je naslikal nekaj svojih najbolj odmevnih del. 
Vsaka slika prikazuje provansalske kmete, potopljene v svoje pipe in igralne karte. Predmeti, vsi moški, so v igri z kartami prikazani kot zamišljeni, z očmi, usmerjenimi navzdol, pozorni na igro. Cézanne je prilagodil motiv iz nizozemskega in francoskega žanrskega slikarstva iz 17. stoletja, ki je pogosto prikazoval igre s kartami z neotesanimi, pijanimi kockarji v tavernah in jih zamenjal s trgovci s kamnitimi obrazi v bolj poenostavljeni postavitvi . Medtem ko so prejšnje žanrske slike ponazarjale dramatične trenutke drame , Cézannovi portreti zaznavajo pomanjkanje dramatičnosti, pripovedi in običajne karakterizacije . Razen neuporabljene steklenice vina v različicah za dva igralca sta pijača in denar odsotna in sta bila izrazita naveza žanra iz 17. stoletja. Slika enega od bratov Le Nain, obešena v muzeju v Aix-en-Provence v bližini umetnikovega doma, prikazuje kvartopirce in je pogosto citirana kot navdih za dela Cézanna .
Modeli za slike so bili lokalni kmetje, nekateri so delali na družinskem posestvu Jas de Bouffan. Vsak prizor je prikazan kot tiha, mirna zbranost; moški gledajo navzdol na svoje karte, ne pa drug na drugega, pri čemer so karte morda edino sredstvo komunikacije zunaj dela . Nek kritik je prizore označil za 'človeško tihožitje', drug pa je razmišljal, da se močna osredotočenost na igro zrcali kot slikarjeva absorpcija v njegovi umetnosti.

## Slike
Čeprav je skupno pet slik kvartopircev, so bila zadnja tri dela podobna po sestavi in številu igralcev (dva), zaradi česar so včasih združene v eno različico . Natančni datumi nastanka slik so negotovi, a verjamejo, da se je Cézanne začel z večjimi platni in oblikoval v velikosti z zaporednimi različicami, čeprav raziskave v zadnjih letih postavljajo dvom v to domnevo.
Največja različica, naslikana med letoma 1890–1892, je najbolj zapletena, s petimi figurami na platnu 134,6 x 180,3 cm. Na čelu so trije igralci kart, ki so sedeli v polkrogu za mizo, zadaj pa dva gledalca. Na desni strani slike, sedeči za drugim moškim, na desni tretji pa je fant, z očmi uprtimi navzdol, prav tako fiksni gledalec igre. Dalje zadaj, na levi strani med prvim in drugim igralcem, stoji moški, s hrbtom k steni, kadi pipo in domnevno čaka, da se obrne k mizi. Ugibalo se je, da je Cézanne dodal stoječega človeka, da je sliki dal globino, pa tudi, da bi pritegnil oko na zgornji del platna. Tako kot pri drugih različicah tudi prikaže zatrto pripoved kmečkih mož v ohlapnih oblačilih z naravnimi pozami, ki so v celoti osredotočeni na igro. Pisatelj Nicholas Wadley je opisal 'napetost v nasprotjih', v katerih elementi, kot so premiki barve, svetloba in senca, oblika klobuka in gub tkanine, ustvarjajo zgodbo o soočenju z nasprotovanjem. Drugi so opisali 'odtujenost', prikazano v seriji, ki je najbolj izrazita v tej različici. Slika je v lasti in razstavi muzeja Barnes Foundation iz Filadelfije v Pensilvaniji.
Bolj zgoščena različica te slike s štirimi figurami, za katero se je dolgo zdelo, da je druga različica kvartopircev, je v Metropolitanskem muzeju umetnosti v New Yorku. Pri velikosti 65,4 x 81,9 cm je manj kot polovica velikosti Barnesove slike. Tu kompozicija ostaja skoraj enaka, minus fant, z gledalčeve perspektive nekoliko bližje igri, a z manj prostora med figurami. Na prejšnji sliki sta bila tako sredinski igralec kot fant brez klobuka, medtem ko so v tej različici vsi moški s klobuki. Odpravljena sta tudi polica na levi strani z vazo in spodnjo polovico okvirja za slike na sredini stene, za kvartopirci pa ostanejo le štiri cevi in viseča tkanina. Slika je svetlejša, z manj poudarka na modrih tonih kot pri večji različici. Rentgenske in infrardeče študije te različice kvartopircev so pokazale plasti 'špekulativnega' grafitiranja in težke plasti obdelane oljne barve, kar verjetno kaže na to, da gre za predhodni dve največji različici serije, ne pa drugo različico, kot je zgodovinsko veljalo. Zaradi poslikanja je tudi analitik verjel, da je Cézanne težko prenesel moške, predhodno naslikane v študijah, na eno platno.
Špekuliralo je, da je Cézanne rešil to 'prostorsko zagonetko' v zadnjih treh različicah Kvartopircev tako, da je izločil gledalce in druge 'nepotrebne podrobnosti', hkrati pa prikazal samo 'absolutno bistvo': dva igralca, potopljena v svojo igro . Prizor je bil opisan kot uravnotežen, vendar nesimetričen, pa tudi naravno simetričen, saj sta oba igralca »partnerja v dogovorjeni opoziciji«. Moški na levi kadi pipo, s cilindrom in v temnem bolj formalnem oblačilu, sedi vzravnano; moški na desni je brez pipe, z nižjim klobukom z razgibanim robom, lažjimi, bolj ohlapnimi oblačili in se nagiba nad mizo. Tudi same karte so kontrastnih svetlih in temnih odtenkov. V vsaki od slik dveh igralcev je v sredini dela mize položena steklenica vina, ki naj bi bila ločnica med obema udeležencema, pa tudi središče 'simetričnega ravnovesja' slike. Od treh različic je morda najbolj znana in najpogosteje reproducirana v Musée d'Orsay v Parizu. Najmanjša je tudi z 47,5 x 57 cm. Sliko v Orsayu je umetnostni zgodovinar Meyer Schapiro opisal kot »najbolj monumentalno in tudi najbolj izpopolnjeno« različico, oblike pa so bile v svojih odnosih enostavnejše, a bolj raznolike. Je najbolj redko poslikan in na splošno velja za zadnjo iz serije Kvartopirci.
Obstaja premik osi na prizorišče, v katerem je igralec na levi bolj popoln na sliki, vključno s stolom, pri čemer je videti, da nam je bližje. Njegov partner na desni je odrezan od prizora na hrbtu, miza pa je prikazana pod kotom proti ravnini. Kritiki so opisali 'prevaro zadrževanja' pri uporabi barve; graduirano območje tanko nanesene, 'temeljne' barve, ki se uporablja za trdne oblike, njihov videz strukture pa ustreza lila in zeleni, ki se uporablja za 'poživitev' platna, ter svetla, globoka barva, ki se na spodnji polovici uporablja za prt. Ta različica serije je bila tudi del odmevne tatvine osmih Cézannovih slik s potujoče predstave v Aixu avgusta 1961. Najbolj dragocena od ukradenih del, Kvartopirci, je bila izdana kot štiribarvna poštna znamka francoske vlade kot priznanje izgube. Vse slike so bile po nekaj mesecih pozneje povrnjene s plačano odkupnino.
Druge slike z dvema igralcema so na Inštitutu za umetnost Courtauld v Londonu in v zasebni zbirki. Februarja 2012 je Vanity Fair poročala, da je katarska kraljeva družina leta 2011 svojo različico slike kupila za rekordno ceno, ki je bila po ocenah med 250 in 320 milijonov dolarjev iz zasebne zbirke grškega ladijskega magnata Georgea Embiricosa.
- Kvartopirci 1894–95, Olje na platnu, 47.5 × 57 cm, Musée d'Orsay, Pariz
- Kvartopirci 1892–1895, Olje na platnu, 60 x 73 cm, Courtauld Institute of Art, London
- Kvartopirci 1892–93, Olje na platnu, 97 × 130 cm, Private collection

## Študije in skice
Cézanne je ustvaril veliko število študij in pripravljalnih risb za serijo Kvartopirci. Čeprav so dolgo verjeli, da je začel serijo z največjimi slikami in je nato delal manjše, so rentgenske slike 21. stoletja in nadaljnja analiza pripravljalnih skic in študij pripeljali nekatere znanstvenike do ugotovitve, da je Cézanne uporabil tako študije kot manjše različice za pripravo večjih platen.
Cézanne je pripravljal več kot ducat začetnih skic in naslikanih študij lokalnih kmečkih delavcev v pripravi na zadnje slike. Špekulirajo, da so njegovi modeli sedeli za študije in ne za sama končana dela, slikar pa je morda skiciral predhodno delo v kavarni Aix.
Nekatere študije veljajo za samostojna dela po lastni volji, zlasti spremljevalni komad Mož s pipo, ki je prikazan ob igralcih kart v galeriji Courtauld v Londonu. Prve, skupaj z dvema podobnima slikama kadilcev iz  istega obdobja, mnogi ocenjujejo kot enega najbolj mojstrskih Cézannovih portretov. 
- Mož s pipo c. 1890, Olje na platnu, 90 × 72 cm, Ermitaž, St. Petersburg
- Mož s pipo  c. 1892, Olje na platnu, 73 x 60 cm, Courtauld Institute of Art, London
- Mož kasi pipo 1890–1892, Olje na platnu, 72 x 91 cm, Puškinov muzej, Moskva
- Man with a Pipe (Study for The Card Players) 1890–1892, Olje na platnu, 39 x 30.2 cm, Nelson-Atkins Museum of Art, Kansas City, Missouri
- Študija za kvartopirce 1890–1892, Olje na platnu, 32 x 35 cm, Worcester Art Museum, Worcester, Massachusetts
- Študija za kvartopirce 1890–1892, grafit in vedene barve na papir, Rhode Island School of Design Museum, Providence, Rhode Island

## Razstave
V letih 2010–11 sta galerija Courtauld v Londonu in Metropolitan Museum of Art v New Yorku pripravili skupno razstavo, ki prikazuje slike Kvartopirci, zgodnje študije in skice serije ter spremljajoča dela. Razstava je potekala v Londonu od 21. oktobra 2010 do 16. januarja 2011 in v New Yorku od 9. februarja 2011 do 8. maja 2011.
Opisali so jo kot prvo razstavo, posvečeno seriji in največjo zbirko slik Cézannovih Kvartopircev, ki so jih kdaj koli razstavili . Razstava je vključevala slike, ki so jih imeli Courtauld, Metropolitan in Musée d'Orsay. Različice v Barnesovi fundaciji in v zasebni zbirki so bile prikazane kot odtisi zaradi Barnesove politike ne posojanja, zasebni zbiratelj pa je zavrnil izdajo dela. Mini-serija moških, ki kadijo včasih tudi Kadilci, je bila vključena v več kot ducat drugih študij in skic, vendar je pravni spor preprečil, da bi različica muzeja Ermitaž Mož s pipo potovala v New York. 